# Дальній (Самарська область)
Дальній (рос. Дальний) — селище в Алексєєвському районі Самарської області Російської Федерації.
Населення становить 301 особу. Входить до складу муніципального утворення сільське поселення Герасимовка.

## Історія
Від 2005 року входило до складу муніципального утворення сільське поселення Герасимовка.

## Населення
| 1986 | 2002 | 2010 | 2014 | 2015 |
| ---- | ---- | ---- | ---- | ---- |
| 215  | ↗305 | ↘288 | ↗304 | ↘301 |